# Pawel Walerjewitsch Prilutschny

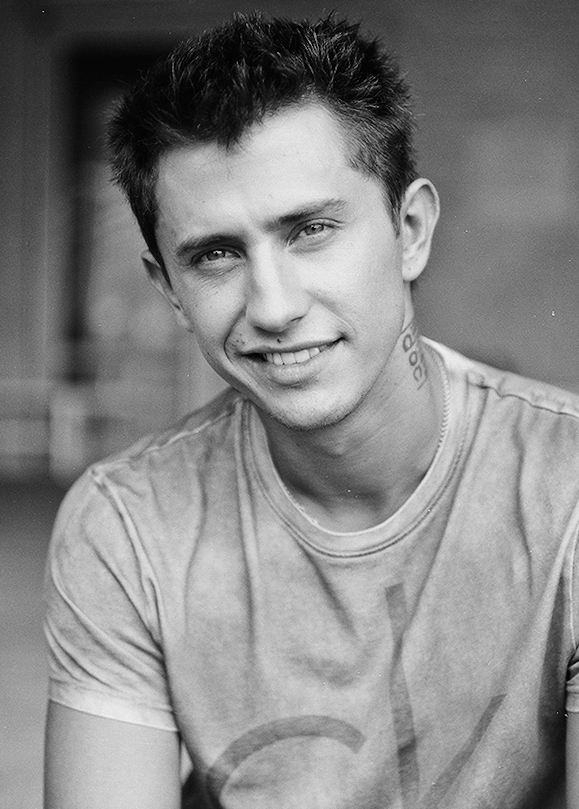
Pawel Walerjewitsch Prilutschny (2011)

Pawel Walerjewitsch Prilutschny (russisch Павел Валерьевич Прилучный, wiss. Transliteration Pavel Valer'evič Prilučnyj; * 5. November 1987 in Schymkent, Türkistan, Kasachische SSR, Sowjetunion) ist ein russischer Theater- und Filmschauspieler.

## Leben
Prilutschnys Mutter ist Choreografin und sein Vater Boxtrainer, dadurch hatte er erste Berührungspunkte in diesen Bereichen. Er studierte an einer Theaterschule in Nowosibirsk und trat am Jugendtheater Globus auf. Mit siebzehn Jahren zog er in die Republik Moldau. Er wollte an der Russischen Akademie für Theaterkunst studieren, allerdings fand sich sein Name nicht in der Liste und er studierte daher für zwei Jahre an der Moscow Art Theatre School, die er 2010 abschloss. Nach seinem Abschluss wurde er in das Ensemble des Moskauer Dramatheaters in Malaya Bronnaya aufgenommen. Anschließend arbeitete er am Moskauer Puschkin-Theater und am Bulgakov-Theater (Bulgakov-Haus).
Seit Mitte der 2000er Jahre ist er auch als Schauspieler für Film- und Fernsehproduktionen tätig.
Er ist seit dem 19. Juli 2011 mit der Schauspielerin Agata Muceniece verheiratet. 2013 kam der gemeinsame Sohn zur Welt, 2016 folgte eine Tochter.

## Filmografie (Auswahl)
- 2007: Puteytsy (Fernsehserie, Episode 1x12)
- 2008: Lyubov.ru (Любовь.ru)
- 2009: Gamers. In Search of the Target (Na igre/На игре)
- 2010: Hooked on the Game 2. The Next Level (Na igre 2. Novyy uroven/На игре 2. Новый уровень)
- 2010: Children Under 16 (Detyam do 16.../Детям до 16...)
- 2011: Metod Lavrovoy (Метод Лавровой) (Fernsehserie)
- 2011–2012: Zakrytaya shkola (Закрытая школа) (Fernsehserie, 134 Episoden)
- 2012: Familie und andere Katastrophen (Moya bezumnaya semya/Моя безумная семья)
- 2012: Suicides (Samoubiytsy/Самоубийцы)
- 2012: Waiting for the Sea (V ozhidanii morya/В ожидании моря)
- 2012: Nightingale – The Robber (Solovey-Razboynik/Соловей-Разбойник)
- 2012: The Freudian Method (Metod Freyda/Метод Фрейда) (Mini-Serie, 12 Episoden)
- 2012: Geymery (Геймеры) (Fernsehserie)
- 2013: Dark World 2: Equilibrium (Temnyy mir: Ravnovesie/Тёмный мир: Равновесие) (Fernsehserie)
- 2014: Freunde von Freunden (Druzya druzey/Друзья друзей)
- 2014: The Secret Town (Taynyy gorod/Тайный город) (Fernsehserie, 16 Episoden)
- 2014–2018: Mazhor (Мажор) (Fernsehserie, 40 Episoden)
- 2015: Happiness is (Schaste - eto.../Счастье - это...)
- 2015: Quest (Квест) (Fernsehserie)
- 2016: Run! (Begi!/Беги!) (Fernsehfilm)
- 2016: Beauty Queen (Koroleva krasoty/Королева красоты) (Fernsehserie)
- 2017: Love on the Roof (Lyubov s ogranicheniyami/Любовь с ограничениями)
- 2017: Prestuplenie (Преступление) (Fernsehserie, 20 Episoden)
- 2017: Life Goes On (Zhizn vperedi/Жизнь впереди)
- 2017: Fors-mazhor (Форс-мажор) (Fernsehserie)
- 2018: Zomboyashchik (Zомбоящик)
- 2018: Grenzgänger – Zwischen den Zeiten (Rubezh/Рубеж)
- 2018: 99% Alive (Zhivoy/Живой) (Fernsehserie)
- 2018: The Yellow Eye of the Tiger (Zhyoltyy glaz tigra/Жёлтый глаз тигра) (Fernsehserie)
- 2019: Gore ot uma, the Woes of Wit (Mini-Serie)
- 2019: Soyuz spaseniya (Союз спасения)
- 2019–2021: V kletke (В клетке) (Fernsehserie, 11 Episoden)
- 2020: Shadow of the Star (Ten zvezdy/Тень звезды)
- 2021: Silver Spoon (Mazhor/Мажор)
- 2021: Lie to Me the Truth (Sovri mne pravdu/Соври мне правду)
- 2021: Dewjatajew